# Chris Smith (baloncestista de 1994)
Christopher McPhaul "Chris" Smith (Sacramento, California, 8 de marzo de 1994) es un baloncestista estadounidense que pertenece a la plantilla del Chiba Jets de la B.League japonesa. Con 1,93 metros de estatura, juega en la posición de escolta.

## Trayectoria deportiva

### Universidad
Tras jugar dos años en el Junior College de Yuba, en el que en su temporada sophomore promedió 21,7 puntos, 5,6 rebotes y 3,3 asistencias por partido, jugó dos temporadas más con los Aggies de la Universidad Estatal de Utah en las que promedió 13,8 puntos, 4,5 rebotes y 2,3 asistencias por partido. En su última temporada fue incluido por los entrenadores y la prensa especializada en el tercer mejor quinteto de la Mountain West Conference.

### Profesional
Tras no ser elegido en el Draft de la NBA de 2016, en el mes de julio firmó su primer contrato profesional con el Pecsi VSK-Veolia de la liga de Hungría. Jugó una temporada prácticamente entera como titular, en la que promedió 14,4 puntos y 4,3 rebotes por partido.
El 6 de julio de 2017 firmó contrato con el J.A. Vichy-Clermont de la Pro B, la segunda división francesa. Jugó una temporada, promediando 12,7 puntos y 3,7 rebotes por encuentro.
La temporada siguiente volvió a cambiar de liga y de país, al fichar por el Basic-Fit Brussels de la PBL, la primera división del baloncesto belga. Completó su primera temporada con unos promedios de 11,1 puntos y 3,0 rebotes.